# 水月哲英
水月 哲英（みづき てつえい、1868年 - 1948年4月）は、日本の宗教家、教育者。筑紫高等女学校（現・筑紫女学園）創立、初代校長。

## 経歴
福岡県糸島郡怡土村末永（現・糸島市末永）の浄土真宗本願寺派の西光寺の住職の子として生まれる。1891年福岡県立尋常中学修猷館、1895年第五高等学校文科を経て、東京帝国大学文科大学漢学科を卒業し、新潟県の中学教師となる。
1900年、西本願寺派北米開教区第2代総長として布教のため渡米し、サンフランシスコの米国仏教会に駐在した際、米国の女性の民主主義の意識と社会的地位の高さに感心し、その主因が女子教育の進歩にあると強く印象付けられ、日本の女子教育に生涯を捧げることを決意する。
1902年に帰国後、福岡県筑紫郡警固村（現・福岡市中央区警固）にあった、第四仏教中学福岡分教場で教鞭をとる。この分教場は筑前・筑後の真宗本派寺院の共同経営であったが、まもなく学制改革のため閉鎖された。そこで、関係寺院や有志に、女子教育の大切さと女学校設立の必要性を説き、この跡地を受け継いで女学校を設立することに奔走する。
その結果、多くの賛同を得て、1907年3月4日、女学校の創設許可を得て、「私立筑紫女学校」と命名し初代校長に就任、同年4月11日に開校式を行う。さらに同年4月19日、文部省の許可を得て「私立筑紫高等女学校」と改称、入学試験を実施して139名の生徒を入学させ、同年5月13日に開校する。女子に須要な高等普通教育を施し、貞淑な婦女子を養成することを目的としており、校訓として「品性・勤労・質素」の三徳目を定めた。また仏教倫理の三原則である「自律・和平・感恩」を基調とし、仏教、特に浄土真宗の教義に基づく宗教教育を施した。
水月は米国滞在中に不慮の災禍により足を負傷し、歩行が不自由になっていたが、1946年に女婿の水月文英（旧姓名は馬奈木文助 -1971）に校長を引き継ぐまで、校長として一日も休まず人力車で通い続けたという。文英のあとは水月哲雄（1902-1991）が引き継いだ。水月昭道は孫。